# 해나 밴 뷰런
해나 호스 밴 뷰런(영어: Hannah Hoes Van Buren, 1783년 3월 8일~1819년 2월 5일)은 미국의 제8대 대통령 마틴 밴 뷰런의 아내이다. 그녀에 대해 알려진 바는 거의 없으며 마틴 밴 뷰런이 대통령이 되기 전인 1819년에 결핵으로 사망했다. 마틴은 이후 재혼하지 않았으며 재임 중 미혼인 몇 안 되는 대통령 중 한 명이 되었다.

## 결혼과 자녀
해나는 어린 시절 친구이자 사촌인 마틴 밴 뷰런과 1807년에 둘 다 24세였을 때 결혼했다. 그녀는 5명의 자녀를 낳았는데 그중 한 명은 유아기에 사망했다.

## 문헌
- Biography of Hannah Hoes Van Buren 보관됨 2021-01-24 - 웨이백 머신 at whitehouse.gov
- Hannah Van Buren at C-SPAN's First Ladies: Influence & Image